# Бережок (Вологодский район)
Бережок — деревня в Вологодском районе Вологодской области.
Входит в состав Новленского сельского поселения, с точки зрения административно-территориального деления — в Новленский сельсовет.
Расстояние по автодороге до районного центра Вологды — 73 км, до центра муниципального образования Новленского — 13 км. Ближайшие населённые пункты — Шилово, Покровское, Виселкино.
По переписи 2002 года население — 7 человек.